# Pierre Guichard (homme d'affaires)
Pour les articles homonymes, voir Pierre Guichard et Guichard.
 (juin 2010).
Si vous disposez d'ouvrages ou d'articles de référence ou si vous connaissez des sites web de qualité traitant du thème abordé ici, merci de compléter l'article en donnant les références utiles à sa vérifiabilité et en les liant à la section « Notes et références ».
Pierre Guichard, né le 8 janvier 1906 à Saint-Étienne et mort le 19 juin 1988 à Feurs, est un homme d'affaires et dirigeant de football français.
Il a dirigé le Groupe Casino fondé par son père Geoffroy Guichard, et a présidé l'ASSE, le célèbre club de football de Saint-Étienne, de 1927 à 1943, de 1950 à 1952 et de 1959 à 1961.

## Biographie
Pierre Guichard est né le 8 janvier 1906. Il est le dernier fils de Geoffroy Guichard et d'Antonia née Perrachon. Il est mort à Feurs le 19 juin 1988.

### Fondateur d'un club
Fils de Geoffroy Guichard (fondateur du Groupe Casino en 1898), Pierre Guichard est très sportif. En 1912, il crée l’Amicale des Employés de Casino (ancêtre de l'ASSE) rebaptisée Association Sportive du Casino en 1920. Sous son impulsion, cette association se veut omnisports mais tout de même axée autour du football et de l'athlétisme. Cependant, la section football poursuit son chemin séparément sous le nom d' Amicale Sporting Club ce qui n'est pas du goût de Pierre Guichard. Dès 1927, les deux associations fusionnent pour devenir l’Association Sportive Stéphanoise et Pierre Guichard en devient président. C'est à cette même époque que les couleurs vertes et blanches sont choisies pour les tenues des sportifs (couleurs du Groupe Casino).

### Initiateur d'un stade
En 1931, Pierre Guichard participe à l'achat d'un terrain à l'Étivallière à  la famille de Rochetaillée (qui laissera d'ailleurs son nom à une allée aux abords du stade). Les travaux du futur stade Geoffroy-Guichard peuvent commencer. Cette enceinte sportive, appelée logiquement du nom du patriarche de la famille, est d'abord destinée à être le cadre de matchs de football et de rugby à XV. Le stade est inauguré le 13 septembre 1933 et l’ Association Sportive Stéphanoise y joue son premier match de football qu’elle perd 3-8 face à Cannes. Les débuts en rugby sont aussi poussifs avec une défaite 32-11 face à AS Montferrandaise. Le premier match de football professionnel du club sera pourtant une réussite car deux ans plus tard le club bat le FAC Nice 3-2.

### Président de l'ASSE
Pendant ce tumulte nait l'ASSE, uniquement consacrée au football. Cependant, la lutte fait rage pour le statut-pro entre ASSE des Guichard (en vert et blanc) et Saint-Etienne Sporting Club (en rouge). Normalement, ce dernier aurait dû gagner la mise car il évolue en division supérieure vis-à-vis de l'ASSE mais les moyens des Guichard feront la différence et c'est ainsi que le club de l'ASSE, tout fraîchement professionnel prend son envol lors de la saison 1933-1934. Pierre Guichard devient donc le 1er président de l’ASSE. Il le restera jusqu’en 1943, puis le sera à nouveau entre 1950 et 1952 puis enfin entre 1959 et 1961. Il est alors remplacé par l'emblématique Roger Rocher qu'il a choisi lui-même pour être son successeur.

## Lieux ayant pris son nom
- La rue du stade Geoffroy-Guichard s'appelle rue Paul-et-Pierre-Guichard.
- Le groupe Casino dispose d’un centre de formation interne, l’Institut Pierre Guichard[6]. Créé en 1996 et situé à Saint-Étienne, où se trouve le siège social de Casino, ce centre dispense aux groupes des cours de management, de sécurité et de langue.